# Crkveno pravo
Crkveno pravo je pravo kršćanskih Crkava. Dijeli se na:
- kanonsko pravo
- liturgijsko pravo
- javno crkveno pravo.